# 中山高嘉
中山高嘉（なかやま たかよし、1963年生まれ）は日本の演出家、制作会社・株式会社ワンチャイ代表取締役社長。

## 経歴
東京都品川区戸越銀座生まれ。
1984年株式会社オフィス・トゥー・ワン入社。
1988年株式会社イースト（現在のE&W）入社。
多数のバラエティ、ドラマの演出を手がける。
2008年同社退社。同年株式会社ワンチャイ設立。
同社制作のノンフィクションW「デジタルサイネージ」（WOWOW）は、2011年高柳記念賞企画賞を受賞。

## 主な演出作品

### バラエティー番組
- 平成教育委員会（フジテレビ）※ディレクター
- 奇跡体験!アンビリバボー（フジテレビ）
- アジアNビート（フジテレビ）
- 北野富士（フジテレビ）※前番組『北野ファンクラブ』ではAD
- なるほど・ザ・ワールド（フジテレビ）※ディレクター
- たけしの万物創世紀（朝日放送）
- たけし・所のWA風が来た!（朝日放送）
- 福山エンヂニヤリング（関西テレビ）※ディレクター
- 世界バリバリ★バリュー（毎日放送）
- タモリのグッジョブ!胸張ってこの仕事（毎日放送）

### ドラマ
- 合い言葉は勇気（フジテレビ）
- 美少女H（フジテレビ）
- 愛人の掟・あなたに逢いたくて（テレビ朝日）

### ドキュメンタリー
- 銘酒誕生物語Vol.1〜Vol.12（WOWOW）
- Quest探求者たち〜片山右京編〜（WOWOW）
- ノンフィクションW〜デジタルサイネージ（WOWOW）
- 映画人・渡辺謙（スカパー!、fmt フジ・メディア・テクノロジー

### アニメ
- 和・和・和 ワッピちゃん（WOWOW）

### 他特番・イベント・DVD
- SMAP×SMAP特別編　香取慎吾2000年1月31日（フジテレビ）
- 朝日放送創立50周年記念番組　遙かなる人類への旅（朝日放送）
- アカデミー賞授賞式（WOWOW）
- HT 〜~N.Y.の中心で、鍋をつつく（アミューズ）
- HT 〜~赤道の真下で、鍋をつつく（アミューズ）
- ブルーマン×市川亀治郎　ブルーマン×鼓動（WOWOW）※同作品は2012年国際エミー賞アート部門ノミネート作品となる